# Шевченко, Даниил Фёдорович
Даниил Фёдорович Шевченко (25 декабря 1899 — 1974) — директор совхоза им. Шевченко Полтавского района Полтавской области.

## Биография
Родился 25 декабря 1899 года в селе Софиевка Сватовского района Луганской области Украины. С 1915 по 1918 годы работал на разных работах на шахтах Донбасса.
Участник гражданской войны, принимал участие в боях врангелевскими войсками. В 1920 году служил в береговой обороне Черноморского флота. После демобилизации вернулся в родное село.
В 1935 году был направлен в Полтавскую область, назначен руководителем самого «тяжелого» хозяйства совхоза имени Т. Г. Шевченко. Его специализацией было высаживание саженцев фруктовых деревьев.
С началом войны совхоз был эвакуирован в Балашовский район Саратовской области. Здесь Д. Ф. Шевченко работал заведующим подсобным хозяйством госпиталя. После освобождения Полтавской области от немецких захватчиков возвратился из эвакуации и начал восстанавливать разрушенное войной хозяйство родного совхоза.
Указом Президиума Верховного Совета СССР от 30 апреля 1966 года за успехи достигнутые в увеличении производства и заготовок картофеля, овощей, плодов и винограда Шевченко Даниилу Фёдоровичу присвоено звание Героя Социалистического Труда с вручением ордена Ленина и золотой медали «Серп и Молот».
Скончался в 1974 году.